# Ljachavitski Rajon
Ljachavitski Rajon (vitryska: Ляхавіцкі Раён, ryska: Ляховичский район) är ett distrikt i Belarus.   Det ligger i voblasten Brests voblast, i den centrala delen av landet, 140 km sydväst om huvudstaden Minsk.